# Kitty & The K
Kitty & The K är ett svenskt synthpop-band bildat 2003 i Göteborg.
Bandet består av Kitty Jutbring och David Sundqvist. De turnerade flitigt i Sverige 2003–2006 och har spelat bland annat på Hultsfredsfestivalen. Nina Natri från popgruppen Fidget, Karolina Strömberg från Go Drowsy och Soraya Mirgalou från Sorayas är några av de som spelat i Kitty & The K's liveband.
Kitty & The K spelade låten "I am a MF" som hade en central plats i filmen Fröken Sverige från 2004 med Alexandra Dahlström.
28 oktober 2009 släppte gruppen albumet Greatest Hits för gratis nerladdning på sin webbplats.   